# 維爾德峰 (施維茨阿爾卑斯山脈)
47°5′3.1″N 8°34′39.9″E / 47.084194°N 8.577750°E

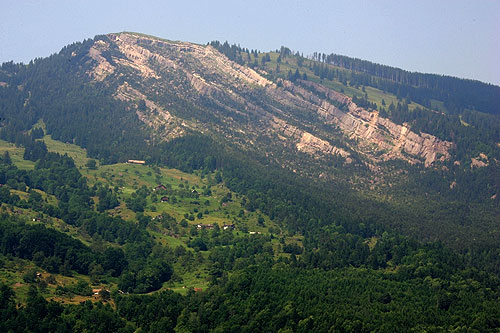

維爾德峰（Wildspitz），是瑞士的山峰，位於該國中部，由楚格州和施維茨州負責管轄，屬於施維茨阿爾卑斯山脈的一部分，海拔高度1,580米，每年平均降雨量1,869毫米。